# Język średniochiński
Język średniochiński – zespół form języka chińskiego używanych między VI a X wiekiem. Określenie to znajduje zastosowanie w kontekście historycznej fonologii języka chińskiego. Termin utworzył sinolog i lingwista Bernhard Karlgren.
Okres, kiedy posługiwano się językiem średniochińskim, dzieli się na okres wczesny oraz późny. Przełom nastąpił w środkowym okresie dynastii Tang, ok. VIII w., i dotyczył pojawienia się nowych głosek.

## Rekonstrukcja
Ponieważ pismo chińskie nie utrwalało brzmienia zapisywanych wyrazów, badacze ewolucji języka chińskiego, rekonstruując jego dawną fonologię, muszą sięgać do następujących źródeł:
- Współczesne dialekty. Tak jak język praindoeuropejski można rekonstruować na podstawie współczesnych języków indoeuropejskich, tak język średniochiński można próbować rekonstruować ze współczesnych języków z grupy chińskiej, takich jak m.in. kantoński.
- Chińska wymowa średniochińska utrwalona w słownikach innych języków, m.in. japońskiego, koreańskiego czy wietnamskiego.
- Chińska poezja klasyczna w języku średniochińskim (ze względu na m.in. rymy)
- Książki rymów. Dawni chińscy filolodzy wykonali dużą pracę, opisując chińską fonetykę w formie książek rymów.
- Chińskie przybliżenia fonetyczne obcych słów.